# Máire Whelan
Máire R. Whelan SC () es una barrister irlandesa, y senior counsel quien fue nombrada para el puesto de Procuradoría General de la República de Irlanda el 9 de marzo de 2011 por la entonces Presidenta de Irlanda Mary McAleese en la nominación de Taoiseach, Enda Kenny. Es la primera mujer en tomar esa posición en Irlanda.
Whelan estudió politología y sociología en la Universidad College Galway, antes de cambiar a derecho, y ganó un título de maestría de la Universidad de Londres. En 1985, obtuvo la Galw i'r Bar, y fue designada abogada principal en 2005.
Es coautora de National Asset Management Agency (NAMA) Act 2009: A Reference Guide.  Se ha desempeñado como secretaria financiera de la Partido Laborista, que es el miembro más joven del gobierno de coalición formado en 2011, en Fine Gael. Su nombramiento como fiscal general causó cierta sorpresa entre los abogados porque tenía un perfil relativamente bajo, debido a una intensa práctica en las áreas del derecho con muchos casos secretos.

## Privado
Whelan, de Kinvara, County Galway, se casó con el barrister Bernard McCabe. Tienenyun hijo y viven en Dublín.

## Obra
- Whelan, Máire R.; Kennedy, Mark; O Raghallaigh, Feargus (4 de marzo de 2011). National Asset Management Agency (NAMA) Act 2009: A Reference Guide. Dublin: Gill & Macmillan. ISBN 978-0-7171-4840-0.